# С любовью, Лайза
«С любовью, Лайза» (англ. Love Liza) — драма с элементами комедии 2002 года режиссёра Тодда Луизо. В главных ролях снялись Филип Сеймур Хоффман, Кэти Бэйтс, Джек Келер, Уэйн Дюваль, Сара Коскофф и Стивен Тоболовски. Под влиянием фильма группа Rammstein создала песню «Бензин».

## Сюжет
Лайза, жена программиста Уилсона Джоэла (Филип Сеймур Хоффман), покончила жизнь самоубийством (мотивы этого события остаются для зрителя неизвестными до конца фильма). Уилсон переживает затяжную депрессию. Вскоре после смерти жены он обнаруживает запечатанный конверт с предсмертным письмом, сообщает о нём тёще (Кэти Бэйтс), но всё не решается вскрыть (хотя тёща раз за разом настаивает на этом всё активнее). В стрессовом состоянии у него появляется привычка нюхать бензин. Чтобы объяснить окружающим, почему от него пахнет бензином, Уилсон заявляет, будто увлекается запуском радиоуправляемых самолётов. Оказывается, что для моделей требуется совсем иной тип бензина. Уилсон приезжает на конкурс моделистов, однако конкурс оказывается связан не с самолётами, а с радиоуправляемыми катерами. По ходу фильма Уилсон ведёт себя всё более неадекватно — постепенно от него отворачиваются даже его бывшая начальница, изначально влюблённая в него (Сара Коскофф), и найденный при её содействии заказчик. В конце концов Уилсон обнаруживает, что его тёща вынесла все его вещи и украла письмо жены, но так и не решилась его вскрыть. Уилсон вскрывает письмо — оно оказывается банальным по содержанию, а его подпись звучит «С любовью, Лайза». В состоянии аффекта Уилсон сжигает свой дом и бредёт в одних трусах по шоссе.